# Fulda-Werra-Bergland

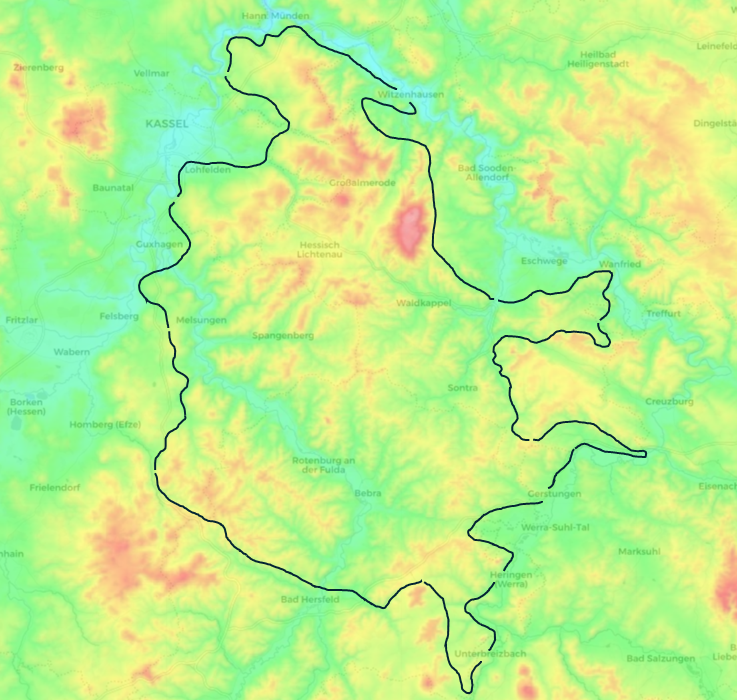
Fulda-Werra-Bergland

Das Fulda-Werra-Bergland ist eine naturräumliche Haupteinheit (357) im Osthessischen Bergland (Haupteinheitengruppe 35) in Ost- und Nordhessen und, zu minimalen Anteilen im Südosten, in Thüringen. Es breitet sich in der Hauptsache rechts der Fulda und links der Werra, von der Rhön aus nordwärts, bis zu deren Hochzeit zur Weser bei Hann. Münden aus.
Mit Abstand bekanntester und höchster Gebirgszug/Berg ist der Hohe Meißner mit 753,6 m ü. NN im Nordosten. Bekannt sind weiterhin der Kaufunger Wald im äußersten Norden, das Stölzinger Gebirge im Zentrum und der Seulingswald im Süden.

## Geographische Lage und Grenzen
Das Fulda-Werra-Bergland liegt zwischen der Fulda nördlich von Bad Hersfeld und der Werra südlich von Heringen je flussabwärts, d. h. nördlich, zwischen beiden Flüssen.
Hinzu kommt der Neuenstein-Ludwigsecker Höhenzug, der sich, links der Fulda zwischen Bad Hersfeld und Malsfeld, etwa 22 km nordwestwärts zieht und nach Südosten bei einem Abstand von etwa 12 km fließend in den Knüll (Haupteinheit 356) übergeht. Dieser wird zum Knüll in etwa von der um den Nebenfluss Breitenbach verlängerten Efze und zum Kirchheimer Bergland (355.4), zum Fulda-Haune-Tafelland (Haupteinheit 355) gehörig, von der (jenseitigen) Geis abgetrennt.
Abgezogen werden muss links der Werra ferner das Werrabergland (Haupteinheit 358) bei Eschwege und Bad Sooden im Nordosten und der Ringgau (483.4) östlich von Sontra als Teil des Thüringer Beckens (Haupteinheitengruppe 48) im Osten.
Südlich grenzt das Bergland an die Kuppenrhön (Haupteinheit 353), nordwestlich an die bereits zum Westhessischen Bergland (Haupteinheitengruppe 34) gezählte Westhessische Senke (343) am Verdichtungsraum Kassel.
Nach Norden schließen sich Reinhardswald, Bramwald und weitere Teile des Weser-Leine-Berglandes (37) an, im äußersten Südosten, südlich des Ringgau, geht der Naturraum fließend ins Salzunger Werrabergland (359) über.

## Naturräumliche Gliederung
Das Fulda-Werra-Bergland gliedert sich wie folgt:
- 357 Fulda-Werra-Bergland
- 357.0  Neuenstein-Ludwigsecker Höhenzug
  - 357.00  Rotenburg-Ludwigsecker Wald
  - 357.01  Wichtetal
  - 357.02  Eichelsberg
  - 357.03  Melgershäuser Höhen
- 357.1  Bebra-Melsunger Fuldatal
  - 357.10  Friedlos-Mecklarer Fuldatal
  - 357.11  Bebraer Becken
  - 357.12  Rotenburger Fuldatal
  - 357.13  Melsunger Fuldatal
- 357.2  Solztrotten- und Seulingswald
  - 357.20  Seulingswald
  - 357.21  Solztrottenwald
  - 357.22  Nesselröder Mulde
- 357.3  Sontraer Hügelland
  - 357.30  Ibaer Hügelland
  - 357.31  Sontraer Land
  - 357.32  Schemmerbachgrund
- 357.4  Stölzinger Bergland (Stölzinger Gebirge)
  - 357.40  Haselbach-Bebra-Bergland
  - 357.41  Stolzhäuser Rücken
  - 357.42  Vockeroder Bergland (mit Katzenstirn)
- 357.5  Witzenhausen-Altmorschener Talung
  - 357.50  Spangenberger Senke
  - 357.51  Hessisch-Lichtenauer Becken
  - 357.52  Velmeder Tal
  - 357.53  Rommeroder Hügelland
  - 357.54  Waldkappeler Wehretal
- 357.6  Melsunger Bergland (mit Günsteröder Höhe)
- 357.7  Kaufunger Wald und Söhre
  - 357.70  Söhre
  - 357.71  Kaufunger-Wald-Hochfläche (Vorderer Kaufunger Wald)
  - 357.72  Hinterer Kaufunger Wald
- 357.8  Meißnergebiet
  - 357.80  Nördliche Meißnervorberge
  - 357.81  Hoher Meißner
  - 357.82  Finkenberg-Dachsberg-Zug
- 357.9  Sontra-Bergland (mit Schlierbachswald)
  - 357.90  Hosbach-Sontra-Bergland
  - 357.91  Schlierbachswald

## Berge
Zu den Bergen des Fulda-Werra-Berglands gehören – sortiert nach Höhe in Meter (m) über Normalnull (NN):
- Hoher Meißner (753,6 m); Hoher Meißner im Meißnergebiet
- Hirschberg (643,4 m); Söhre
- Bilstein (641,2 m); Vorderer Kaufunger Wald
- Eisberg (583 m); nördlicher Stolzhäuser Rücken im Stölzinger Gebirge
- Haferberg (580,4 m); Hinterer Kaufunger Wald
- Himmelsberg (563,7 m); Günsteröder Höhe im Melsunger Bergland
- Alheimer (548,7 m); südlicher Stolzhäuser Rücken im Stölzinger Gebirge
- Bielstein (527,8 m); Söhre
- Klosterstein (527,6 m); Rotenburg-Ludwigsecker Wald im Neuenstein-Ludwigsecker Höhenzug; Quelle der Beise
- Dammskopf (520,9 m); Rotenburg-Ludwigsecker Wald im Neuenstein-Ludwigsecker Höhenzug (nahe: Schloss Ludwigseck am Atzelstein)
- Katzenstirn (500,7 m); südliches Vockeroder Bergland im Stölzinger Gebirge
- Toter Mann (480,3 m); Seulingswald
- Eichelsberg (480,1 m); Eichelsberg im Neuenstein-Ludwigsecker Höhenzug
- Herzberg (478,2 m); Richelsdorfer Gebirge (Naturraum Solztrottenwald)
- Kessel (368,1 m); Melgershäuser Höhen im Neuenstein-Ludwigsecker Höhenzug

## Fließgewässer
Die wichtigsten Nebenflüsse von Fulda und Werra im nach ihnen benannten Bergland sind, flussaufwärts, das heißt von Nord nach Süd, sortiert (jenseitige Grenzflüsse in Klammern, Längen ebenso):
| - linke Fulda-Zuflüsse - Beise (20,9 km) - Wichte (9,7 km) - Rohrbach (18,0 km) - (Geisbach (22,1 km)) | - rechte Fulda-Zuflüsse - Nieste (21,8 km) - Losse (28,9 km) - Pfieffe (21,5 km) - Kehrenbach (12 km) - Ulfe (10,6 km) - (Solz (21,4 km)) | - linke Werra-Zuflüsse - Gelster (17,5 km) - Berka (9,8 km) - Wehre (36,4 km) - (Ulster (57,2 km)) |

Speziell für die rechten Nebenflüsse der Fulda, die aus dem Fulda-Werra-Bergland kommen, findet sich hier eine detaillierte Aufstellung.

## Allgemeine Quellen
- BfN-Landschaftssteckbriefe:
  - Fulda-Werra-Bergland (ohne Kaufunger Wald, Meißnergebiet und Bebra-Melsunger Fuldatal)
  - Meißnergebiet
  - Kaufunger Wald (ohne Söhre)
  - Bebra-Melsunger Fuldatal
- „Geologische Übersichtskarte von Hessen“. Geschichtlicher Atlas von Hessen.  In: Landesgeschichtliches Informationssystem Hessen (LAGIS).